# Liste von Reiherbrunnen
In dieser Liste sind Reiherbrunnen aufgeführt, also Brunnen im öffentlichen Raum, die Reiher zum Thema haben.

## Deutschland
| Bezeichnung                            | Bild           | Standort                                                                                         | Bundesland          | Künstler                               | Errichtung Einweihung                 | Weitere Informationen |
| -------------------------------------- | -------------- | ------------------------------------------------------------------------------------------------ | ------------------- | -------------------------------------- | ------------------------------------- | --- |
| Reiherbrunnen (Baden-Baden)            | weitere Bilder | Baden-Baden, Sophienstraße (Lage)                                                                | Baden-Württemberg   |                                        |                                       | |
| Reiherbrunnen (Berlin-Friedrichshagen) | weitere Bilder | Berlin-Friedrichshagen, Bölschestraße 110 (Lage)                                                 | Berlin              | Hans-Detlev Hennig                     | 1971                                  | |
| Reiherbrunnen (Berlin-Mitte)           | weitere Bilder | Berlin-Mitte, Monbijoupark, Oranienburger Straße (Lage)                                          | Berlin              | Hans-Detlev Hennig                     |                                       | |
| Reiherbrunnen (Berlin-Neukölln)        |                | Berlin-Neukölln, Parkfriedhof, direkt nördlich des Britzer Gartens an der Buckower Allee (Lage)  | Berlin              |                                        | wahrscheinlich aus den Jahren 1956/57 | Schöpfstelle „Reiher“ auf dem Parkfriedhof Neukölln in Berlin-Britz; siehe auch Liste der Brunnenanlagen im Berliner Bezirk Neukölln |
| Reiherbrunnen (Bruchsal)               | weitere Bilder | Bruchsal, im Stadtgarten, in unmittelbarer Nähe zum Schönborn-Gymnasium und zum Belvedere (Lage) | Baden-Württemberg   | August Meyerhuber                      | 1912                                  | In den Jahren 2008 und 2009 wurde der Brunnen restauriert.                                                                           |
| Reiherbrunnen (Mülheim an der Ruhr)    | weitere Bilder | Mülheim an der Ruhr, Bachstraße (Lage)                                                           | Nordrhein-Westfalen | Herbert Kühn                           |                                       | |
| Reiherbrunnen (München)                | weitere Bilder | München, am Regerplatz (Lage)                                                                    | Bayern              | Theodor Fischer und Josef Flossmann    | 1899                                  | |
| Reiherbrunnen (Potsdam)                | weitere Bilder | Potsdam, Park Babelsberg, im Goldenen Rosengarten (Lage)                                         | Brandenburg         | Hermann von Pückler-Muskau (Architekt) |                                       | |
| Reiherbrunnen (Überlingen)             | weitere Bilder | Überlingen, im Kurgarten vor dem Kursaal (Lage)                                                  | Baden-Württemberg   |                                        |                                       | |

## Weitere
| Bezeichnung                     | Bild           | Standort                                                                                     | Staat   | Künstler        | Errichtung Einweihung | Weitere Informationen                                     |
| ------------------------------- | -------------- | -------------------------------------------------------------------------------------------- | ------- | --------------- | --------------------- | --------------------------------------------------------- |
| Reiherbrunnen (Dunaharaszti)    | weitere Bilder | Dunaharaszti, Dózsa György út (Road 5201) (Komitat Pest) (Lage)                              | Ungarn  | A. Ildikó Nyári | 2000                  |                                                           |
| Reiherbrunnen (Lwówek Śląski)   |                | Lwówek Śląski (Löwenberg in Schlesien), an der Ulica Szkolna in der Parkanlage Planty (Lage) | Polen   |                 |                       | 2018 wurde eine neue Kopie der Reiherskulptur aufgestellt |
| Purpurreiher-Brunnen in Ravenna | weitere Bilder | Ravenna (Region Emilia-Romagna) (Lage)                                                       | Italien | Marco Bravura   |                       |                                                           |